# Грушинский фестиваль

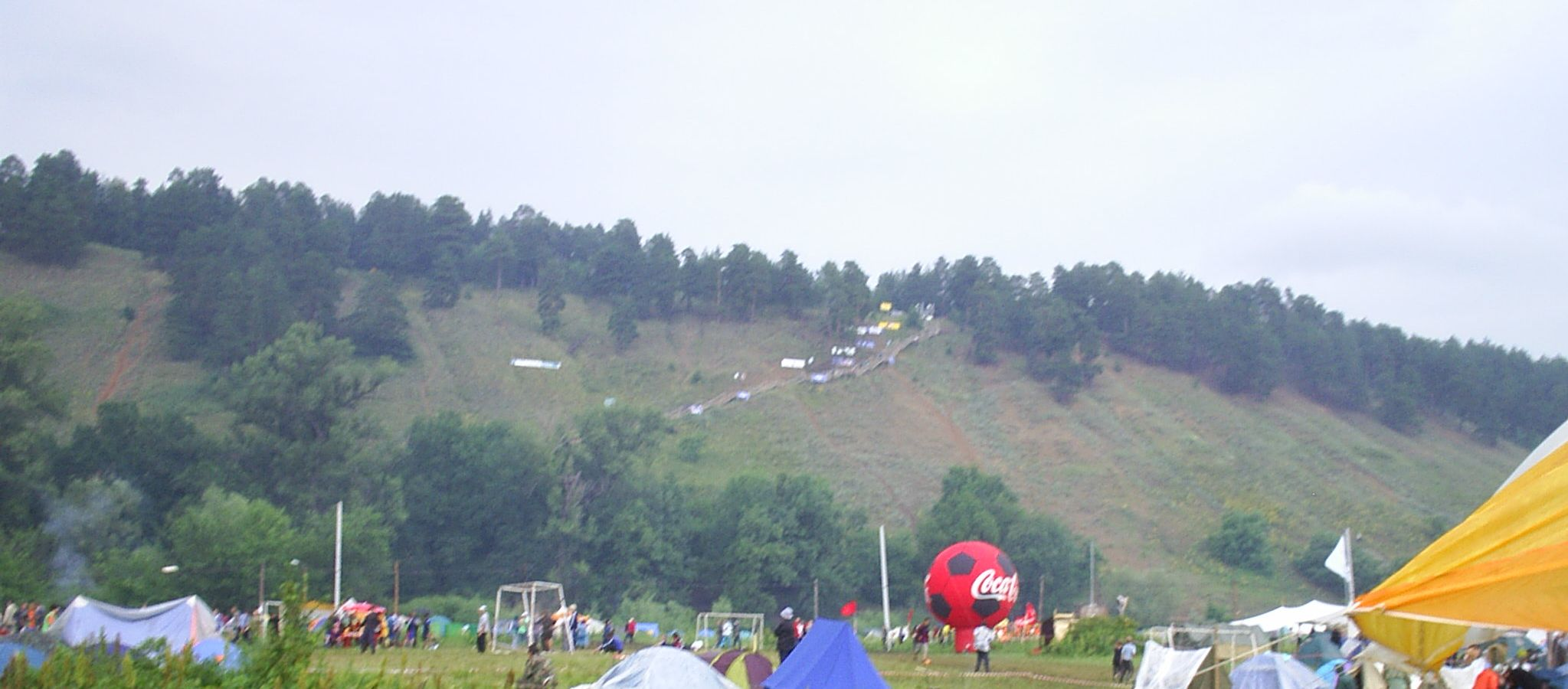
Вид на Грушинскую гору с центральной поляны, 2005 год

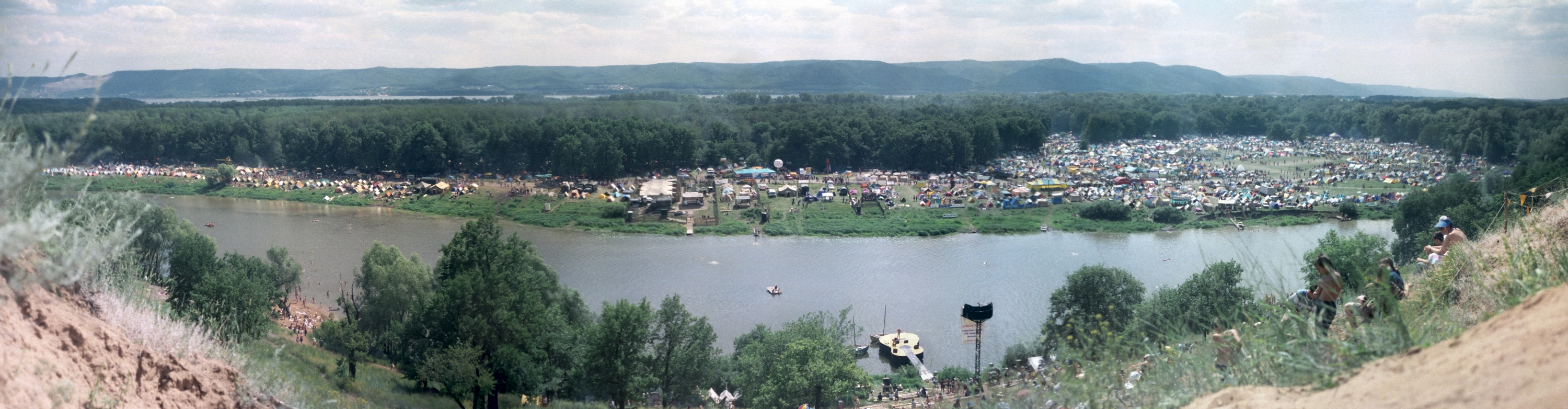
Панорама Грушинского фестиваля, вид с Горы на Поляну, 30 июня 2000 года

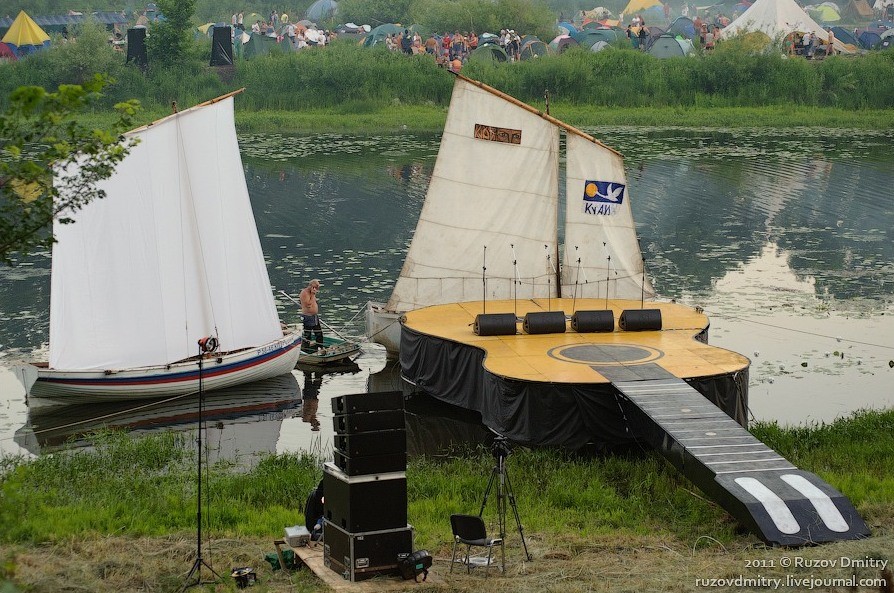
Главная сцена фестиваля в традиционной форме гитары

Гру́шинский фестиваль («Гру́шинка», «Гру́ша») — песенный фестиваль, с 1968 года регулярно проводимый под Самарой. Официальное название — «Всероссийский фестиваль авторской песни имени Валерия Грушина». Один из старейших и крупнейших фестивалей авторской песни в СССР и России. Фестиваль проводится в форме туристического слёта, в условиях палаточного лагеря. Главная концертная площадка фестиваля — плавучая сцена в форме гитары.

## История

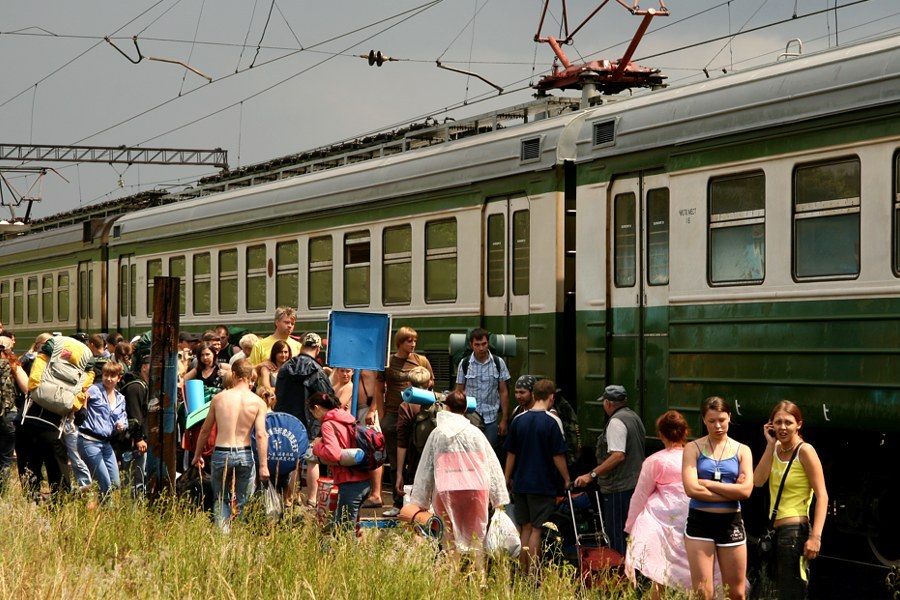
Туристы едут на Грушинский фестиваль

Фестиваль носит имя Валерия Гру́шина (1944—1967) — студента Куйбышевского авиационного института им. С. П. Королёва, который погиб во время туристического похода по реке Уде (Сибирь), спасая тонувших начальника метеостанции реки Хадома Константина Третьякова и его детей.
Первые фестивали собирали в основном туристов и любителей авторской песни из Куйбышевской области. Нынешний фестиваль собирает десятки тысяч людей не только со всей России, но и из стран ближнего и дальнего зарубежья. Пик популярности пришёлся на конец 1970-х годов — в 1979 году фестиваль посетило 100 тысяч человек; в конце 1990-х и начале 2000-х произошло возобновление интереса к фестивалю, в 2000 году участие приняло 210 тысяч человек; в 2006 году число гостей фестиваля также превысило 200 тысяч.
В 1980 году фестиваль был запрещен властями и до 1986 года проходил неофициально.
В 2007—2009 годах по ряду причин фестиваль проводился на двух площадках:
1. Фёдоровские луга (под Тольятти)[4] — Всероссийский фестиваль авторской песни им. В. Грушина на «новом-старом» месте проводил «Самарский областной клуб авторской песни им. Валерия Грушина» (образован в 1993 году).
2. Мастрюковские озёра[5] — на «традиционном» месте с 2007 по 2009 включительно Всероссийский фестиваль бардовской песни им. В. Грушина проводили Фонд «Фестиваль Авторской песни им. В. Грушина», Научно-производственная фирма «Мета», творческое объединение «Самарские барды», под общим руководством коммерческой фирмы «Мета» — арендатора территории.

Между «Самарским областным клубом авторской песни имени В. Грушина» и фондом «Фестиваль авторской песни имени В. Грушина» существовал ряд конфликтов, выливавшихся в судебные процессы.
После череды судебных разбирательств права на товарные знаки «Грушинский фестиваль», «Фестиваль авторской песни им. В. Грушина» и все права на проведение фестиваля принадлежат «Самарскому областному клубу авторской песни им. В. Грушина». С 2010 года Грушинский фестиваль проводится на Фёдоровских лугах. Фестиваль, проводящийся на Мастрюковских озёрах, стал называться «Платформой».
В 2014 году было достигнуто соглашение о проведении объединённого фестиваля. Фестиваль проходил в первые выходные июля на Мастрюковских озёрах.
Отмечается, что Грушинский фестиваль стал не только заметным явлением духовной жизни Самарской области, но и всей страны. В Российском государственном педагогическом университете им. А. И. Герцена в учебной программе студентов-филологов Грушинский фестиваль изучается как феномен русской культуры.

## Хронология фестиваля

### XX век

#### 1968 год. I фестиваль
Первый фестиваль туристической песни имени Валерия Грушина прошёл 29 сентября в Жигулях в Каменной чаше. Присутствовало, несмотря на дождь, более шестисот человек.
Лауреаты 1-го фестиваля: трио «Бобры» (Анатолий Головин, Вячеслав Лунев, Владимир Кривцанов), Слава Маркевич, Саша Баркарь. Третье место досталось студенту КуАИ Володе Юхневичу за песню «Волга», написанную его друзьями в одном из походов.

#### 1969 год. II фестиваль

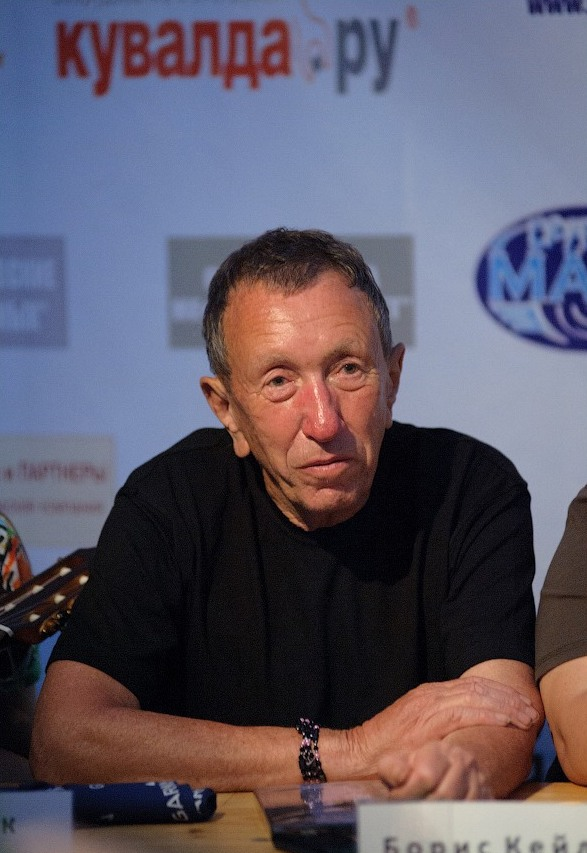
Борис Кейльман — президент Самарского областного клуба имени Валерия Грушина, многолетнего организатора фестиваля

Второй фестиваль проводился в начале июля (с того времени дата проведения не менялась). Он собрал около 2,5 тысяч человек из десяти городов. Председателем жюри был Исай Фишгойт. Одним из лауреатов стал аспирант КуАИ Борис Есипов за песню «Маленькая баллада о большом человеке».
Впервые появился и был выпущен фестивальный значок. Начиная с этого фестиваля, сценой стал плот на озере. Авторами идеи плавучей сцены были Виктор Егоров и Валерий Шаталов, получившие специальный приз жюри.

#### 1970 год. III фестиваль
Третий фестиваль собрал более 4 тысяч участников из 12 городов. Председателем жюри был Александр Городницкий. Участники встретились с отцом Валерия Грушина — Федором Ивановичем Грушиным. Лучшей песней фестиваля была признана песня «Памяти Валерия Грушина» А. Краснопольского из Куйбышева. По некоторым сведениям, именно здесь впервые появилась главные символы Грушинского фестиваля: сцена-«гитара» и «Чайхана».

#### 1971 год. IV фестиваль
На четвёртый фестиваль съехались 5,5 тысяч участников из 18 городов. Председателем жюри также был Александр Городницкий.
Среди лауреатов — Александр Дольский (Свердловск), Владимир Ланцберг (Саратов)
Во время концерта произошла авария — перебило силовой кабель.

#### 1972 год. V фестиваль
Число участников пятого фестиваля — 8 тысяч человек из 24 городов. Председатель жюри — А. Городницкий.
Среди лауреатов фестиваля А. Лемыш (Киев), В. Ланцберг (Саратов), А. Богатырёв (МАИ, Москва), А. Дольский (Свердловск), ансамбль из Челябинска в составе Геннадий Васильев, Татьяна Лихачёва, Лариса Петрова (Коробицина).

#### 1973 год. VI фестиваль
На шестой фестиваль приехали 15 тысяч участников из 32 городов. Председатель жюри — А. Городницкий.
Среди лауреатов: В. Скворцова (Куйбышев), В. Муравьёв (Казань), Г. Васильев (Челябинск), В. Юхневич (Куйбышев). Ансамбли: квартет «Жаворонок» (МАИ, Москва) квартет «Кливер» (ВАЗ, Тольятти) трио «Трубачи» (Казань). Впервые после фестиваля состоялся лауреатский концерт в городском парке им. Горького.

#### 1974 год. VII фестиваль
На седьмой фестиваль приехали 10 тысяч участников из 54 городов. Лучшей песней фестиваля была названа песня Юрия Визбора и Сергея Никитина «Баллада о Викторе Хара».
Среди лауреатов — В. Ланцберг (Саратов), И. Ченцов (Киев) и Б. Щеглов (Москва).
Хроники донесли до нас пикантную подробность: около семисот туристок приехали на фестиваль, готовясь стать матерями.

#### 1975 год. VIII фестиваль
Число участников восьмого фестиваля составило 20 тысяч из 48 городов. Председатель жюри — А. Городницкий.
Среди лауреатов: Григорий Дикштейн (Харьков), А. Суханов (Москва), А. Краснопольский (Куйбышев), Г. Васильев (Челябинск). Лучшей признана песня Ланцберга «Посвящение двадцатилетним».
Снова произошла авария — сломался мостик. Доблестные спасатели выловили из протоки почти сто человек. Однако потом выяснилось, что большинство из спасённых просто купалось.

#### 1976 год. IX фестиваль
Девятый фестиваль проходил на Фёдоровских лугах и собрал 22 тысячи участников из 53 городов. В жюри председательствовал А. Городницкий. Прослушано 143 человека.
Лауреатами стали Леонид Духовный из Киева Израильский из Минска, Валерий Пестушко и Александр Юрко из Киева, ансамбль «Танюша» из Куйбышева.

#### 1977 год. X фестиваль
Десятый фестиваль проходил на Фёдоровских лугах и собрал 38 тысяч участников из 67 городов. «Хотим мы этого или нет, но фестиваль вырос до события всесоюзного значения», — сказал на нём председатель жюри А. Городницкий.
Среди лауреатов Наталия Шурова — 1-е место (Московский авиационный институт), ансамбль «Геликтит» (Минск). Специальный приз жюри за песню о родном крае получил Юрий Панюшкин из Куйбышевского института культуры. За лучшее музыкальное решение песен отмечены Александр Мирзаян (Москва) и Борис Браславский (Челябинск).
В честь юбилея был организован легкоатлетический пробег на 70 км.

#### 1978 год. XI фестиваль
Одиннадцатый фестиваль снова проходил на Федоровских лугах, на него съехалось 40 тысяч участников из 84 городов. Председателем жюри, впервые за все время фестиваля, был Юрий Визбор. В конкурсной программе приняло участие почти 50 авторов.
Среди лауреатов — I место Борис Вайханский (Минск) , II место не присуждалось, III место — Вероника Долина (Москва) и (Константин Фролов) (Воронеж).

#### 1979 год. XII фестиваль
Двенадцатый фестиваль достиг отметки в 100 (по другим данным более 55) тысяч участников из 75 городов, проходил на Фёдоровских лугах. Председатель жюри — Юрий Визбор.
Среди лауреатов — Юрий Панюшкин (Куйбышев) и квартет клуба имени В. Грушина: Александр Исаев, В. Сергеев, Ольга Ермолаева, Т. Пузанкова (Куйбышев). Специального приза удостоен Юрий Зыков (Златоуст) за песню «На куйбышевской волне». Первое место в конкурсе авторов-композиторов занял Владимир Борзов (г. Минск) с песней «Черёмуха» на стихи Ю. Левитанского.

#### 1980 год
Тринадцатому фестивалю не повезло. Всё было готово к проведению, даже были заготовлены памятные значки. Но прибывших гостей в центре фестивальной поляны встретила табличка: «Фестиваль отменён». Следующие шесть лет Грушинский фестиваль пребывал на нелегальных условиях полуподполья.

#### 1986 год. XIII фестиваль

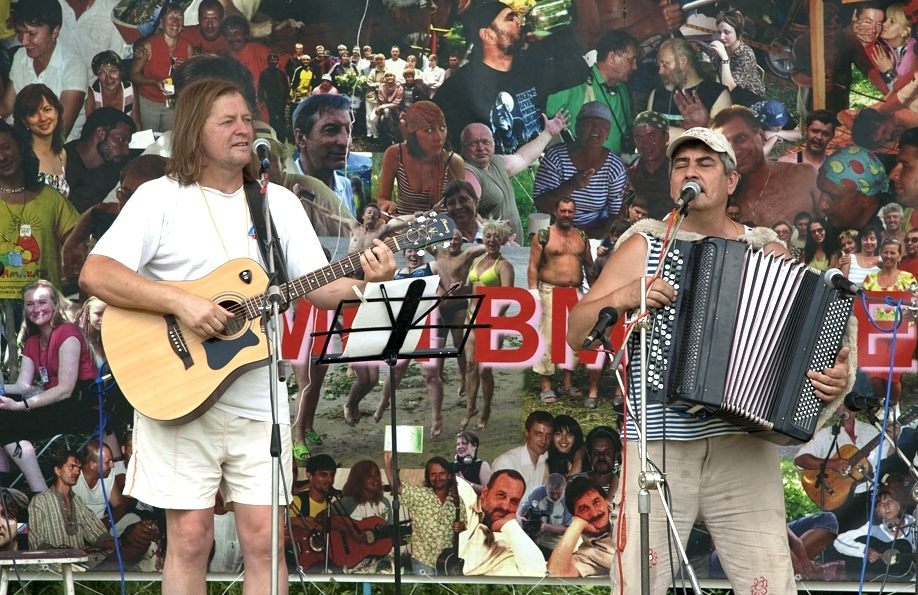
Конкурсно-концертная программа

Тринадцатый фестиваль прошёл 5-7 июля, на нём присутствовало 28 тысяч участников из 64 городов. Председателем жюри был Александр Городницкий.
Лауреаты: авторы — Олег Митяев (Челябинск), Ольга Качанова (Алма-Ата), Елена Щибрикова (Челябинск); дуэты — Олег Митяев и Пётр Старцев (Челябинск), Ф. Гаркавенко и И. Иванов (Томск); ансамбли — Трио клуба имени В. Грушина: Анатолий Головин, Александр Исаев, Ольга Кейльман (Ермолаева) (Куйбышев), Трио «Мультики»: Юрий Харченко, Лариса Брохман, Андрей Волков (Челябинск). Лучшая песня — «Таганай» Олега Митяева. Фестиваль всё же состоялся. В честь возрождения фестиваля легкоатлеты пробежали по маршруту «Площадь Славы (по градостроительным документам — площадь Новая) — фестивальная поляна».

#### 1987 год. XIV фестиваль
Число прибывших на четырнадцатый фестиваль участников составило 41 тысячу из 106 городов. Конкурсы проходили параллельно на 4 сценах, работало четыре жюри, руководимых Виктором Берковским, Сергеем Никитиным, Борисом Вахнюком и Евгением Клячкиным, Вадимом Егоровым и Татьяной Никитиной. Победители конкурсов получали звание лауреатов и право выступить в фестивальном концерте на «Гитаре» (плавучей сцене, выполненной в форме гитары). Среди выступавших особенно отличились «Лицедеи».
Лауреатами стали: авторы — К. Фролов (Крым), К. Зарубин (Куйбышев), А. Козловский (Тюменская обл.), Е. Матвеев (Пермь), М. Попова (Новосибирск), Ф. Горкавенко (Томск), А. Корнилов (Н. Тагил), Н. Якимов (Челябинск), Н. Приезжева (Алма-Ата), М. Волков (Москва), В. Забашта (Ворошиловград), В. Гагин (Воркута); исполнители: Г. Хомчик (Москва).

#### 1988 год. XV фестиваль
Число участников пятнадцатого фестиваля перевалило за сотню тысяч и составило 130 тысяч участников из 134 городов. Председатель жюри — Виктор Берковский.
Лауреаты: авторы — Татьяна Дрыгина (Киев), Колесников Андрей (Куйбышев), А. Швацкий (Нижневартовск); исполнители — Н. Ончукова (Пермь); дуэты — Александр Гейнц* и Сергей Данилов* (Ленинград), А. Кукуев и Игорь Луньков (Москва); ансамбли: ансамбль Е. Матвеева (Пермь), «Три сучка» (Москва). Открылся музей В. Грушина. Приезжали космонавты и участники трансарктического лыжного перехода из СССР в Канаду.
Во время всего фестиваля стояла жара, но именно во время концерта пошёл жуткий ливень[значимость факта?].

#### 1989 год. XVI фестиваль

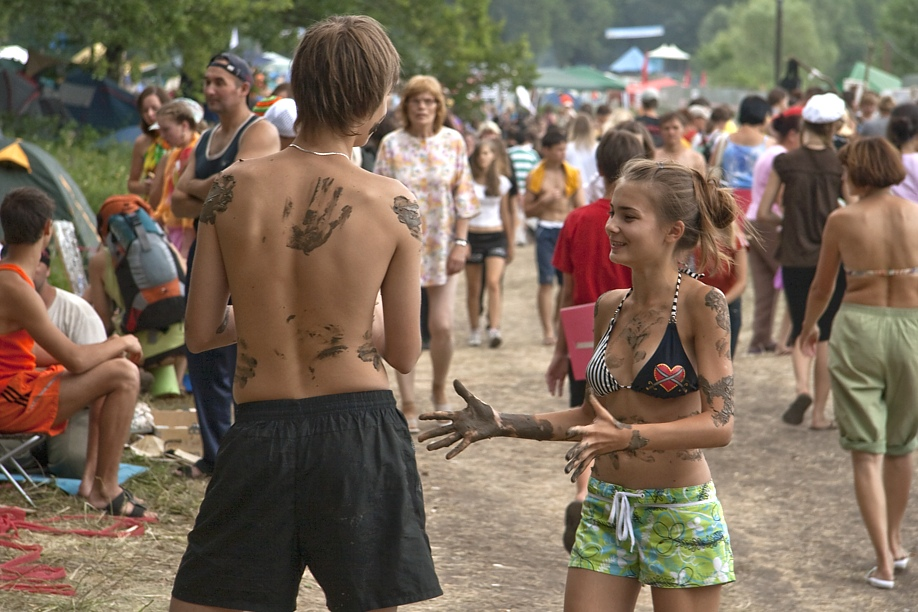
Помимо бардовской песни есть и другие развлечения

В шестнадцатом фестивале приняли участие 47 тысяч участников из 115 городов. Председатель жюри — А. Городницкий.
Лауреаты: М. Морозов (Куйбышев) Ю. Насыбуллин (Целиноград) А. Алабин и С. Швец (Одесса), Ансамбль «Алфавит» (Ульяновск).

#### 1990 год. XVII фестиваль
Участие в семнадцатом фестивале приняли 50 тысяч участников из 115 городов. Работало пять фестивальных площадок. Председатель жюри — А. Городницкий. Протоколов жюри этого фестиваля не сохранилось.
Согласно восстановленным материалам, лауреатами фестиваля стали: автор Виктория Столярова (Свердловск), исполнительница Ирина Бирюк (Бийск), исполнительский дуэт Юрия Лунькова и Анатолия Калмыкова (Москва) и авторский дуэт Игоря Панникова и Владимира Цывкина (Загорск). Дипломы фестиваля и поощрительные призы получили Шухрат Хусаинов (Самарканд), Эмилия Розенштейн (Казань), Юля Михеева (Челябинск), ансамбль Юрия Зыкова (Златоуст), Василий Филин (Сургут), дуэт «Шансон» — Лилия Минаева и Андрей Петряков (Кишинёв), Женис Исхаков (Караганда), дуэт Аллы Поповой и Владимира Ильина (Ленинград), Константин Великандо (Лисичанск), дуэт Вячеслава Ковалёва и Бориса Свердлина (Ленинград). Самой младшей участницей фестиваля оказалась Юля Михеева (15 лет), домой она уехала с призом «Надежды».

#### 1991 год. XVIII фестиваль
На восемнадцатый фестиваль приехали около 65 тысяч участников из 123 городов. Председатель жюри — А. Городницкий. Лауреаты: Александр Вербицкий (Николаев), Владимир Васильев (Харьков), О. Дробот (Херсон), Т. Визбор (Москва), Мария Махова (Иваново), В. Азимов (Челябинск), Сергей Боханцев (Свердловск), С. Батуев (Александров), Юлия Михеева (Челябинск), Геннадий Васильев (Красноярск), Т. Аврамова (Дзержинск), А. Крючков (Москва), И. Долматова (Тюмень), дуэты Л. Ялынская — Е Савельев (Красноярск) и С. Авдеев — М. Кротов (Москва), трио А. Колмыкова (Москва), ансамбль «Шандер» (Нижнекамск), ансамбль «Город» (Волгоград), ансамбль Оленичевых (Миасс), трио «Эльдорадо» (Куйбышев), дуэт «Кекс» (Магнитогорск), ансамбль «Сонет» (Ленинград).

#### 1992 год. XIX фестиваль

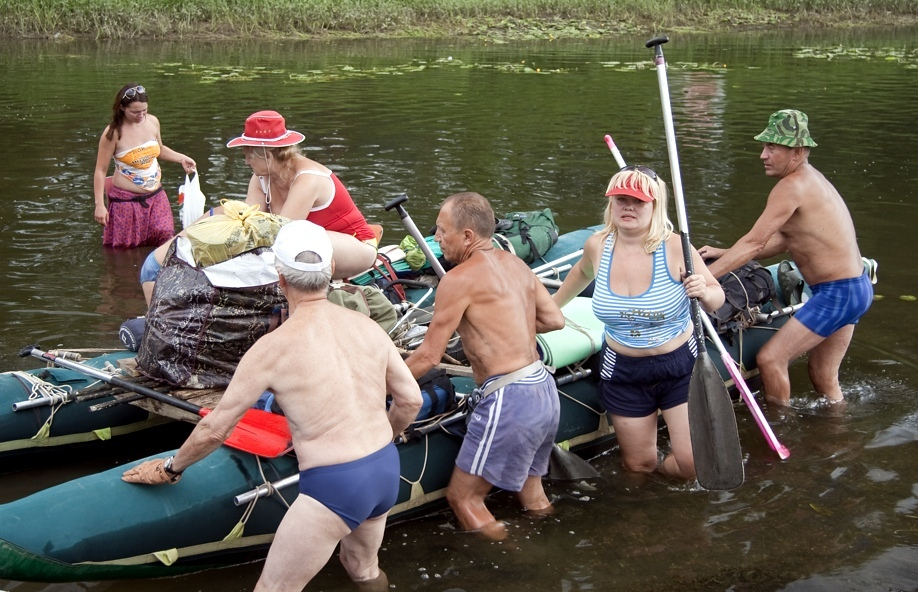
Можно добраться до фестиваля и водным путём

В девятнадцатом фестивале участвовали 130 тысяч участников из 130 городов. Конкурса на этом фестивале не было. Работали творческие мастерские Александра Городницкого, Александра Дулова, Бориса Вахнюка, Владимира Туриянского, Леонида Сергеева, Анэса Зарифьяна, Вадима и Валерия Мищуков. В творческих программах приняло участие около 500 человек. По результатам творческих мастерских в главный гостевой концерт фестиваля были приглашены Дмитрий Бикчентаев (Казань), Евгений Банников (Сатка), Леонид Коронов (Санкт-Петербург), Николай Локтионов (Мурманск). В небе господствовала авиация: вертолёты, дельтапланы, самолёты, а также парашютисты: четвертьвековой юбилей фестиваля совпал с пятидесятилетием Самарского авиационного института, студентом которого был и Валерий Грушин.

#### 1993 год. XX фестиваль

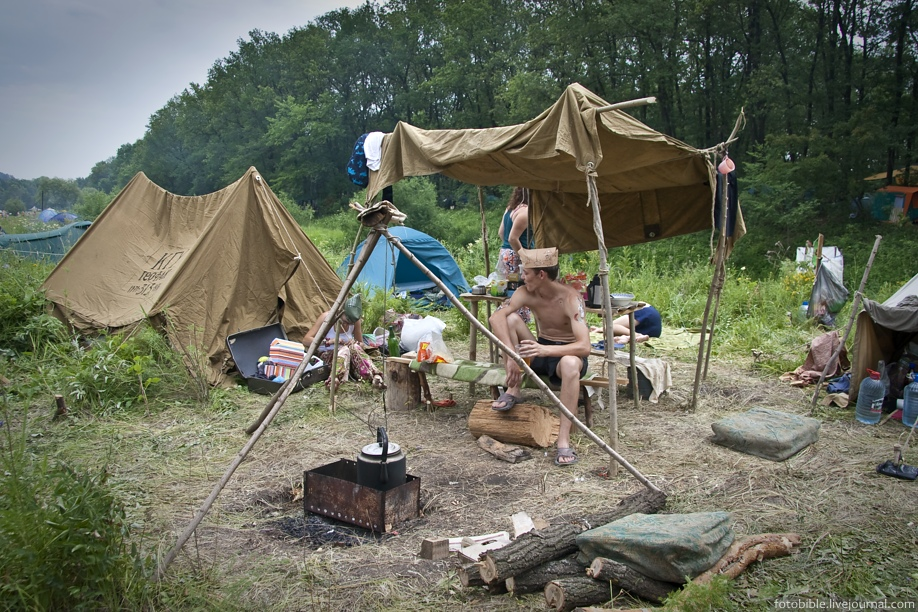
Палатки — типичный образ жизни на фестивале

Двадцатый фестиваль собрал 40 тысяч участников из 135 городов. Председатель жюри — Александр Городницкий. Среди лауреатов — Юрий Крылов (Златоуст (город), Челябинская область), дуэт Павла Пашкевича и Валерии Авдеевой (Санкт-Петербург), детский ансамбль из Нижнего Тагила (Свердловская область), Евгений Банников (Сатка, Челябинская область), трио «Фиеста» — С. Кулашко, Н. Павлющик и Е. Клемятич, А. Панкратова (Молодечно, Белоруссия), ансамбль «Белая гвардия»: О. Заливако, Зоя Ященко, Юрий Сошин, Е. Орлова, А. Григорьева (г. Москва).

#### 1994 год. XXI фестиваль
На двадцать первый фестиваль съехались 100 тысяч участников из 145 городов, Председателем жюри был А. Городницкий. Лауреаты: Е. Настасий (Волгоград), С. Петросян (Москва), Раиса Нурмухаметова (Нижневартовск), Сергей Труханов (Москва), А. Кучумов (Санкт-Петербург), дуэт В. Щукина и Д. Ключева (Москва), трио «Восток» (Александр Свистунов, Дмитрий Алексеев, Михаил Петров) (Санкт-Петербург).

#### 1995 год. XXII фестиваль
На двадцать второй фестиваль собрались 90 тысяч гостей из 120 городов бывшего Союза и зарубежья. Председатель жюри — Сергей Никитин. Лауреаты: Н. Бурхи-Бершмой (Харьков), Э. Галеева (Набережные Челны), Тимур Шаов (Черкесск), В. Лосев (Нефтеюганск), дуэты Николай Старченков — Леонид Мараков (Тюмень), Евгений Банников — Леонид Курбатов (Сатка), А. Аполинаров — В. Петряхин (Самара), А. Широглазов — В. Гагин (Череповец), Ансамбли «Зелёная лампа» (Нижний Тагил) и «Альманах» (Волгоград).

#### 1996 год. XXIII фестиваль
Число участников двадцать третьего фестиваля составило около 130 тысяч участников из 190 городов. Председатель жюри — А. Городницкий. Лауреаты: В. Попов (Москва), Яна Симон (Челябинск), А. Демиденко (Воронеж), А. Максаков (Саратов), Ирина Орищенко (Усть-Каменогорск), И. Верник (Москва), Лидия Чебоксарова (Москва), Дмитрий Бикчентаев (Казань).

#### 1997 год. XXIV фестиваль
На двадцать четвёртый фестиваль приехало около 150 тысяч участников из 135 городов. Председатель жюри — А. Городницкий. Лауреаты: Шухрат Хусаинов (Орёл), Людмила Солод (Воронеж), Маргарита Карбанева (Верхняя Салда), Ирина Акулинина (Самара), дуэт Бориса Кинера и Михаила Цитриняка (Москва), дуэт Александра Панюшкина и Дарьи Марченко (Тольятти).
На этом фестивале появилась новая детская эстрада — «Балалайка» (сцена, построенная на воде, по аналогии с «Гитарой»).

#### 1998 год. XXV фестиваль
Двадцать пятый фестиваль собрал 180 тысяч участников из 140 городов. Председатель жюри — В. Берковский. Лауреаты: Алина Симонова (Самара), А. Лобанов (Санкт-Петербург), Д. Долгов (Запорожье), квартет «Зелёная лампа» — Владислав Шадрин, Л. Белецкая, Анатолий Трегуб, Дмитрий Обухов (Нижний Тагил), квартет «С перцем» — Е. Румянцева, О. Семёнова, А. Меркулова, Т. Сас (Санкт-Петербург), трио Е. Матвеева — Е. и Г. Матвеевы и А. Некрасов, Ансамбль «День рождения» — С. Вилков, Н. Шмарова, С. Гришенкин (Пенза).

#### 1999 год. XXVI фестиваль
На двадцать шестой фестиваль приехало около 190 тысяч участников из 145 городов. Председатель жюри А. Городницкий. Лауреаты: Н. Колесниченко (Воронеж), А. Баль (Могилёв), Вера и Нина Вотинцевы (Екатеринбург), дуэт И. Абушева — М. Томилова (Томск), ансамбль «Мост любви» — Джесси Мара (Канада), Д. Фаррис (США), Анна Мара (Россия), М. Мерфи (Англия), Д. Мерфи (Дания).

#### 2000 год. XXVII фестиваль
Двадцать седьмой фестиваль собрал рекордное количество участников — около 210 тысяч человек из 139 городов. Председателем жюри был А. Городницкий. Лауреаты: А. Сорокин (Ноябрьск), Евгения Юдович (Челябинск), Ирина Кузьменко (Мелеуз), Дмитрий Вагин (Омск), Женис Искаков (Омск), Ксения Полтева (Москва), В. Карелин (Екатеринбург), Рамиль Бадамшин (Уфа), дуэт Александр Софронов — М. Анухин (Санкт-Петербург), трио «Ленконцерт» — Т. Прохоренко, Е. Моисеева, Е. Красичкина (Ярославль).

### XXI век

#### 2001 год. XXVIII фестиваль
Председателем жюри двадцать восьмого фестиваля стал Леонид Сергеев. Лауреаты: Виктор Трофимов (Москва) с песней «Пограничная юность моя», Дуэт Александра Минаева и Виктора Трофимова (Москва) с песней «Банечка», Ксения Федулова (Елизово) с песней «Домовой», студия «Интервал» (Курган) с песней «Паруса Крузенштерна», Группа «Редкая птица» — Муромцева Лилия, Галкин Василий (Москва) с песней «Три аккорда», ансамбль «Душа» (Ижевск) с песней «Не провожайте», трио «Три толстяка» (Кувандык) с песней «Песня о толстяках».

#### 2002 год. XXIX фестиваль
Председателем жюри на двадцать девятом фестивале стал Вадим Егоров. Лауреаты: Екатерина Болдырева (Казань), Михаил Калинкин (Москва), Ирина Христианова (Краснодар), Наталья Кучер (Калининград), Павел Аксёнов (Алма-Ата). Специальным дипломом жюри за виртуозную игру на гитаре и аранжировки песен был отмечен Дмитрий Григорьев (Краснодар), аккомпанировавший Ирине Христиановой.

#### 2003 год. XXX фестиваль
На тридцатом фестивале председателем жюри был Александр Городницкий. Лауреаты и дипломанты: авторы — Антон Духовской (Санкт-Петербург), проект «АК» — Алексей Кудрявцев, Евгений Маталин, Андрей Бушуев (Москва), Александр Литвиненко (Лангепас), дуэт Игоря и Марины Саркисовых (Москва); исполнители — Павел Фахртдинов (Электросталь), трио «До-До-Си» — Александр Додосов, Анна Фомина и Мария Логачева.

#### 2004 год. XXXI фестиваль
Председатель жюри тридцать первого фестиваля — Вадим Егоров. Лауреаты: Ольга Чикина (Рязань) Олег Новосельцев (Нижний Новгород), квартет «Баумана-33» — Андрей Стрельников, Александр Артамонов, Сергей Зимин и Алексей Шугей (Димитровград), ансамбль «Альманах» — Виктор Каменский, Жанна Попова (Волгоград), Наталья Турянская (Москва), Елена Решетняк (Астрахань), Алексей Бардин (Полтава), Роман Ланкин (Томск), ансамбль «Зимовье зверей» (Санкт-Петербург) — Константин Арбенин, Александр Петерсон, Георгий Мажуга, Эдуард Двухимённый (Алматы).

#### 2005 год. XXXII фестиваль
Председателем жюри тридцать второго фестиваля был Вадим Егоров. Лауреаты: дуэт Ирины Вольдман и Петра Старцева (Самара), Юлия Зиганшина (Казань), Сергей Ткаченко (Анадырь), Мария Булат, Юрий Ельский (Санкт-Петербург) Татьяна Косырева (Пучко) (Москва), ансамбль «Самарские барды» — Пётр Старцев, Владимир Авраменко, Дмитрий Шульпов, Владимир Петров (Самара), ансамбль «Странники» (Омск), Ирма Шмидова (Гомель), Вячеслав Ковалёв (Санкт-Петербург), Людмила Катерисова (Кемерово).

#### 2006 год. XXXIII фестиваль
О фестивале 2006 года говорят, как о самом массовом в истории, тогда приехало более 200 тысяч гостей. На тридцать третьем фестивале председателем жюри Вадим Егоров. Лауреаты: Тятьяна Ляндрес, Павел Чампалов, Людмила Доронина (Самара), Александр Никитин (Сургут), Сергей Абрамов (Нижневартовск), ансамбль «Адриан и Александр» (Москва), Марина Дмитриева (Тюмень), Веста Солянина (Саров), Иван Поддубный (ст. Северская).

#### 2007 год. XXXIV фестиваль
Тридцать четвёртый фестиваль и последующие из-за определённых обстоятельств проходили на двух площадках сразу. На Фёдоровских лугах председателем жюри был Алексей Иващенко. Лауреаты: авторы — Никита Дорофеев (Нижний Новгород), Кира Малыгина (Москва); исполнители — ансамбль «Унисон»: Ирина Воробьева, Светлана Воробьева, Иван Сергиенко, Сергей Мамарин, Яков Мамарин, Ольга Шаврина (Заволжье).
На Мастрюковсих озёрах, где собралось 35 тысяч человек, председателем жюри был Дмитрий Сухарев. Лауреаты: авторы — Елена Кострова (Качканар), дуэт марьяж «Декорации» — Юлия Шелест и Вячеслав Захаров (г. Волжский), Александр Мичурин; исполнители — Евгений Биринцев (Челябинск), детский ансамбль «Сентябрь» (Уфа), Максим Чикалов (Тольятти), квартет Ольги Малышевой, Юлии Багаевой, Екатерины Багаевой, Даниила Полянского (Самара).

#### 2008 год. XXXV фестиваль
Тридцать пятый фестиваль также проходил в двух разных местах. Фёдоровские луга собрали 43 тысячи участников, председателем жюри был Алексей Иващенко. Лауреаты: авторы — Роман Филиппов (Москва), Александр Ванин (Калининград); исполнители — Евгений Кучер (Нижний Новгород).
На Мастрюковских озёрах собралось 48000 участников. Председателем жюри был Александр Исаев.
Лауреаты: авторы — Евгений Харитонов (Тольятти), Валерий Марченко (Ровно), Евгения Ланцберг (Москва), Ольга Ильина, Олег Новосельцев (Нижний Новгород); исполнители — Руслана Туриянская (Сумы), ансамбль Багаевой Екатерины, Русановской Ольги, Хасановой Лилии (Самара).

#### 2009 год. XXXVI фестиваль
Тридцать шестой фестиваль собрал на Фёдоровских лугах 37 тысяч участников. Председатель жюри — Борис Есипов.
Лауреаты: дуэт «Возвращение» — Сергей Канунников и Илья Кудряшов (Москва), группа «БанДеролЬ» — Вячеслав Моногаев, Константин Тимофеев, Роман Чепелевич, Евгений Ефимов (Калининград), Алина Симонова (Москва), Людмила Шмалько (Москва).
На Мастрюковские озёра приехало около 45 тысяч участников. Председатель жюри — Александр Мирзаян.
Лауреаты: Александр Бекназаров (Рига), Григорий Войнер (Санкт-Петербург), Максим Волчкевич (Москва), Елена Касьян (Львов, Украина), Алексей Макаревич (Москва), трио «Провинция» (Симферополь), Вячеслав и Рада Четвертаковы (Урай, Ханты-Мансийский АО). В рамках детско-юношеского конкурса на площадке «Чайхана» приняли участие около 130 участников более чем из 20 городов.

#### 2010 год. XXXVII фестиваль
Тридцать седьмой Грушинский фестиваль проходил на Фёдоровских лугах. На него съехались 42 тысячи участников. Председателем жюри был Борис Есипов. Лауреаты: авторы — Сергей Постолов (с. Покровка), Андрей Корф (Найманов) (Москва), Сергей Калугин (Москва); исполнители — Наталья Желдакова (Тюмень), Оксана Варушкина (Волжский).
В 2010 суд поставил точку в вопросе о том, какой из фестивалей называется Грушинским. Фестиваль на Мастрюковских озёрах в итоге сменил название и отныне он называется «Всероссийский фестиваль авторской песни „Платформа“».

#### 2011 год. XXXVIII фестиваль
Тридцать восьмой Грушинский фестиваль проходил на Фёдоровских лугах. По данным временного отдела УВД на фестивале зарегистрировано 22 тысячи участников. Председателем жюри был Вадим Егоров.
Лауреаты: Ирина Сурина (Москва), Павел Сыч (Гатчина), Иванченко Игорь (Кемерово), Шишкин Валерий (Тамбов), группа «Бархат» (Сергей Ломакин, Евгения Волченко, Наталья Желдакова, Ирина Ключникова, Ирина Казак, Светлана Каминская) (Тюмень), Дуэт Задорская Татьяна и Нехаева Екатерина (Бостон),
Лауреаты Детско-юношеского конкурса: Ангелина Лапшина (Тольятти), Константин Козырев (Ульяновск)

#### 2012 год. XXXIX фестиваль
Тридцать девятый Грушинский фестиваль проходил с 5 по 8 июля 2012 года на Фёдоровских лугах. По данным временного отдела УВД на фестивале зарегистрировано 34 тысячи участников. Председателем жюри был Александр Моисеевич Городницкий.
Лауреаты: Настя Макарова (Санкт-Петербург; автор), Яна Бабицкая (Электросталь, Московская область; автор музыки), Снежана Крупчанская (Москва; исполнитель), Таисия Саркисова (Москва; исполнитель). Победители детско-юношеского конкурса — ансамбль «Интервал» (Тюмень).

#### 2013 год. XL фестиваль
Юбилейный, сороковой Грушинский фестиваль традиционно проходил на Фёдоровских лугах. Председателем жюри был Александр Моисеевич Городницкий, 80-летие которого отмечалось на фестивале. По данным временного отдела УВД на фестивале зарегистрировано 57 тысяч участников.
Лауреаты: Виктор Мишуров (Ришон-ле-Цион, Израиль), Александра Морозова (Тобольск, автор), Алексей Акимов (Нижневартовск, автор), Елизавета Штрамбранд (Иерусалим), Джошуа Ланца (Сиэтл, США, исполнитель), ансамбль «Март» (Израиль), ансамбль «Меридиан» (Выкса)

#### 2014 год. XLI фестиваль
Сорок первый Грушинский фестиваль проходил на Мастрюковских озёрах. Председателем жюри был Александр Моисеевич Городницкий. По данным временного отдела УВД фестиваль посетило более 70 тысяч участников.
Лауреаты: Екатерина Божева (Санкт-Петербург, исполнитель), Оксана Варушкина (Волжский, автор музыки), Ансамбль «Гармония» (Тюменская область), Юрий Карпов (Самара, исполнитель), Алексей Нежевец (Минск, автор музыки), Ансамбль «Ночной костёр» (Нижнекамск), Юлия Теуникова (Москва, автор), Тим Скоренко (Москва, поэзия).

#### 2015 год. XLII фестиваль
42-й Грушинский заметно поредел, став едва ли не самым малочисленной в постсоветской истории. В качестве причины называется принятая Грушинским клубом новая концепция творческой программы фестиваля, в результате чего большинство проектов
«Платформы» отказались участвовать в этом фестивале. По разным оценкам, на фестиваль в этом году приехало от 20 до 25 тысяч гостей и участников.
Лауреаты: Дурицын Виктор (поэт) (г. Москва) — «Старьё берём», Бархатова Ирина (г. Тюмень) — «Мы себя похоронили», Плетнева Екатерина (г. Москва) — «Любить тебя», Дуэт «Катюши» (г. Москва) — «Я девочка», Шенберг Анатолий (г. Нижний Новгород) — «Мы себя похоронили», Оленев Илья (г. Ростов на Дону) — «Воронеж», Ансамбль «Автограф» (г. Заводоуковск) — «Летняя босса-нова», Нежевец Алексей (г. Минск) — «Сон».

#### 2016 год. XLIII фестиваль
Сорок третий Грушинский фестиваль проходил на Мастрюковских озёрах.
Лауреаты: Русанова Анастасия Тюмень — «Песенка о молодом гусаре» (исп.), Винокурова Татьяна Тверь — «Числа, ноты и стихи» (авт.), Бирина Наталия Нижний Новгород — «Мы будем жить долго» (О.Качанова, В.Козлов) (исп.), Павел Пиковский Москва — «Детство» (авт.), Серяков Александр Волгоград — «Босяком» (авт.), Сумины Дарья и Варвара Арзамас — «Небо — моё сердце» (П.Пиковский) (дуэт), Дуэт ЧБ Новосибирск — «Ты — голос», Трошенков Михаил Ставропольский край — «Осетия» «Утро».
Дипломанты: Макарова Инга (Санкт-Петербург) — «Город» «Слово о словах» (поэт), Васильева Оксана (Новотроицк) — «Кирпичик к кирпичику» (поэт), Овчинников Дмитрий (Ижевск) — Общественнотранспортная любовь" (авт.), Анс. «Чистая река» (Козлов Вячеслав, Козлова Ольга, Толстоусов Андрей, Баянов Дмитрий) (Екатеринбург) — «Держите ветер», Анс. «Интервал» (Курапов Вячеслав, Курапова Наталья, Васильев Владимир, Рышков Александр, Курапова Лидия, Девяткова Дарина, Елистратова Виктория, Трушников Артём) (Тюмень) — «Зелёное небо» (Л.Сергеев), Петров Андрей (Архангельск) — «Флейта — позвоночник» (ст. В.Маяковский) (авт.музыки), Трио «Ноев Ковчег» (Почивалова Анжелика, Ерёмина Екатерина, Курышина Галина) (Искитим) — «Лунная песня» (Р.Чебыкин), Хрипко Вячеслав (Домодедово) — «Хорошая девочка Лида» (авт.музыки)

#### 2017 год. XLIV фестиваль
Сорок четвёртый Грушинский фестиваль проходил на Мастрюковских озёрах с 29 июня по 2 июля. По официальным данным, в этом году его посетили более 20 тысяч человек.

#### 2018 год. XLV фестиваль
На традиционной фестивальной Грушинской поляне в районе Мастрюковских озер в 45-й раз прошел фестиваль авторской песни им. В. Грушина, который в этот раз состоялся с 9 по 12 августа. За всю 50-летнюю историю фестиваля впервые переносятся сроки его проведения — с июля на август. Это было связано с проведением ЧМ по футболу.
В этом году на Грушинском фестивале отмечали два юбилея: сам фестиваль состоялся в 45-й раз, и прошло 50 лет с момента первого Грушинского слета в 1968 году.
В этот раз его посетили 27 тысяч зрителей.

#### 2019 год. XLVI фестиваль
4—7 июля 2019 года. На Мастрюковских озерах собралось по разным оценкам от 23 до 30 тысяч человек.

#### 2020 год. XLVII фестиваль
2—5 июля 2020 года. В связи с ситуацией с коронавирусом фестиваль прошёл в онлайн-формате. По словам министра культуры Самарской области Бориса Илларионова, трансляции мероприятий фестиваля посмотрели более 500 тысяч человек.

#### 2021 год. XLVIII фестиваль
Из-за неблагоприятной эпидемиологической обстановки в связи с эпидемией COVID-19 фестиваль был отменён. Он должен был пройти с 1 по 4 июля на Мастрюковских озерах.

#### 2022 год. XLIX фестиваль
30 июня—3 июля 2022 года. Отборочный тур фестиваля был проведён в онлайн-формате, второй и третий туры прошли непосредственно на песенной поляне.

#### 2023 год. L фестиваль
29 июня—2 июля 2023 года. Фестиваль за 4 дня посетили 56 тысяч человек.

#### 2024 год
В 2024 году фестиваль не состоялся из-за того, что организаторы не смогли обеспечить необходимый уровень безопасности участников. Вместо этого состоялись несколько концертных мероприятий под общим названием "На Грушинской волне".

#### 2025 год
В 2025 году традиционные организаторы Грушинского фестиваля объявили об отмене мероприятия. Тем не менее, с 4 по 6 июля 2025 года на традиционной фестивальной поляне прошёл «Фестиваль бардовской песни на Мастрюковских озёрах», собравший около 30 тысяч гостей. Организаторов фестиваля определяли власти Самарской области на конкурсной основе. В финале так же использовалась сцена на воде в виде гитары.